# Smithland (Kentucky)
Smithland è un comune degli Stati Uniti d'America, situato nello Stato del Kentucky, nella contea di Livingston, della quale è il capoluogo.